# スタテンアイランド・ヤンキース
スタテンアイランド・ヤンキース(Staten Island Yankees)は、かつてMiLB、ショートシーズンA-級のニューヨーク・ペンリーグマクマナラ地区に所属していたプロ野球チーム。本拠地はニューヨーク州スタテンアイランドにあるリッチモンド・カウンティ・バンク・ボールパーク。MLB・ニューヨーク・ヤンキース傘下のチームとして活動してきたが、2020年限りで解散した。

## 歴史
1999年、ニューヨーク・ヤンキース傘下A級チームのオニオンタ・ヤンキースと、クリーブランド・インディアンス傘下A級チームのウォータータウン・インディアンスが合併し、ヤンキース傘下のA級チーム「スタテンアイランド・ヤンキース」が誕生。
2001年、本拠地をリッチモンド・カウンティ・バンク・ボールパークに移転。
2020年11月、マイナーリーグの組織再編に伴い、チームは解散した。

## 選手名鑑

### 現役選手
| 投手 - 29 サイモン・デラロサ (Simon De la Rosa) - -- オースティン・デカー (Austin DeCarr) - 21 フィリップ・ディール (Phillip Diehl) - 61 レイネル・エスピナル (Raynel Espinal) - -- ドリュー・フィンリー (Drew Finley) - 58 ブライアン・ケラー (Brian Keller) - -- ブルックス・クリスク (Brooks Kriske) - 60 トレバー・レイン (Trevor Lane) - 57 コルトン・マホーニー (Kolton Mahoney) - 35 スペンサー・マホーニー (Spencer Mahoney) - 55 チャド・マーティン (Chad Martin) - 65 ヨナタン・パディーヤ (Jonathan Padilla) - 56 デビッド・パラディーノ (David Palladino) - 47 フレイサー・ペレス (Freicer Perez) - 14 ジョシュ・ローダー (Josh Roeder) - -- マイケル・ショーブ (Michael Schaub) - 45 デビッド・ソスビー (David Sosebee) - -- チャド・テイラー (Chad Taylor) - 26 ブライアン・トリグラフ (Brian Trieglaff) | 投手 - 29 サイモン・デラロサ (Simon De la Rosa) - -- オースティン・デカー (Austin DeCarr) - 21 フィリップ・ディール (Phillip Diehl) - 61 レイネル・エスピナル (Raynel Espinal) - -- ドリュー・フィンリー (Drew Finley) - 58 ブライアン・ケラー (Brian Keller) - -- ブルックス・クリスク (Brooks Kriske) - 60 トレバー・レイン (Trevor Lane) - 57 コルトン・マホーニー (Kolton Mahoney) - 35 スペンサー・マホーニー (Spencer Mahoney) - 55 チャド・マーティン (Chad Martin) - 65 ヨナタン・パディーヤ (Jonathan Padilla) - 56 デビッド・パラディーノ (David Palladino) - 47 フレイサー・ペレス (Freicer Perez) - 14 ジョシュ・ローダー (Josh Roeder) - -- マイケル・ショーブ (Michael Schaub) - 45 デビッド・ソスビー (David Sosebee) - -- チャド・テイラー (Chad Taylor) - 26 ブライアン・トリグラフ (Brian Trieglaff) | 捕手 - 11 エドゥアルド・ナバス (Eduardo Navas) - 34 ジェリー・ザイツ (Jerry Seitz) - -- キース・スキナー (Keith Skinner) 内野手 - 12 アンヘル・アギラル (Angel Aguilar) - 66 ヤンカルロス・バエズ (Yancarlos Baez) - 18 ドリュー・ブリッジズ (Drew Bridges) - -- クリス・ゴディネス (Chris Godinez) - 20 ウェルフリン・マテオ (Welfrin Mateo) - 59 ニック・ソラック (Nick Solak) 外野手 - 22 ダルトン・ブレイザー (Dalton Blaser) - 24 ケンドール・コールマン (Kendall Coleman) - 39 ネイサン・マイコラス (Nathan Mikolas) - 28 ティミー・ロビンソン (Timmy Robinson) - 63 ベン・ルタ (Ben Ruta) - 54 ドム・トーマスウィリアムス (Dom Thompson-Williams) | 捕手 - 11 エドゥアルド・ナバス (Eduardo Navas) - 34 ジェリー・ザイツ (Jerry Seitz) - -- キース・スキナー (Keith Skinner) 内野手 - 12 アンヘル・アギラル (Angel Aguilar) - 66 ヤンカルロス・バエズ (Yancarlos Baez) - 18 ドリュー・ブリッジズ (Drew Bridges) - -- クリス・ゴディネス (Chris Godinez) - 20 ウェルフリン・マテオ (Welfrin Mateo) - 59 ニック・ソラック (Nick Solak) 外野手 - 22 ダルトン・ブレイザー (Dalton Blaser) - 24 ケンドール・コールマン (Kendall Coleman) - 39 ネイサン・マイコラス (Nathan Mikolas) - 28 ティミー・ロビンソン (Timmy Robinson) - 63 ベン・ルタ (Ben Ruta) - 54 ドム・トーマスウィリアムス (Dom Thompson-Williams) |
| * 40人ロースター 2017年3月25日更新 [公式サイト(英語)より：ロースター 選手の移籍・故障情報] | | | |

### 監督・コーチ
| 背番号 | 国籍               | 役職       | 選手名                                 |
| --     | パナマの旗         | 監督       | フリオ・モスケラ (Julio Mosquera)      |
| --     | アメリカ合衆国の旗 | 投手コーチ | トラビス・フェルプス (Travis Phelps)   |
| --     | ドミニカ共和国の旗 | 守備コーチ | テウリス・オリバレス (Teuris Olivares) |
| --     | アメリカ合衆国の旗 | 打撃コーチ | ケビン・マホニー (Kevin Mahoney)       |

### 主な過去所属選手
- アレックス・グラマン
- 王建民

## 年度別成績
| 年                             | 勝敗     | 順位                      | 監督                              | ポストシーズン  |
| ------------------------------ | -------- | ------------------------- | --------------------------------- | --------------- |
| スタテンアイランド・ヤンキース |          |                           |                                   |                 |
| 1999                           | 39勝35敗 | マクナマラ地区5位         | ジョー・アーノルド                | -               |
| 2000                           | 46勝28敗 | ステッドラー地区1位       | ジョー・アーノルド                | リーグ優勝      |
| 2001                           | 48勝28敗 | ステッドラー地区2位       | デイブ・ジョーン                  | 第1ステージ敗退 |
| 2002                           | 48勝26敗 | マクナマラ地区1位         | デレク・シェルトン                | リーグ優勝      |
| 2003                           | 29勝43敗 | マクナマラ地区6位         | アンディ・スタンキビッチ          | -               |
| 2004                           | 28勝44敗 | マクナマラ地区6位         | トミー・ジョン                    | -               |
| 2005                           | 52勝24敗 | マクナマラ地区1位         | アンディ・スタンキビッチ          | リーグ優勝      |
| 2006                           | 45勝29敗 | マクナマラ地区1位         | ゲイレン・ピッツ                  | リーグ優勝      |
| 2007                           | 47勝28敗 | マクナマラ地区2位         | マイク・ガレスピー                | 第1ステージ敗退 |
| 2008                           | 49勝26敗 | マクナマラ地区1位         | パット・マクマホン                | 第1ステージ敗退 |
| 2009                           | 47勝29敗 | マクナマラ地区1位         | ジョシュ・ポール                  | リーグ優勝      |
| 2010                           | 34勝40敗 | マクナマラ地区3位（同率） | ジョシュ・ポール ジョディ・リード | -               |
| 2011                           | 45勝28敗 | マクナマラ地区1位         | トム・スレーター                  | リーグ優勝      |
| 2012                           | 30勝45敗 | マクナマラ地区3位         | ジャスティン・ポープ              | -               |
| 2013                           | 34勝41敗 | マクナマラ地区4位         | ジャスティン・ポープ              | -               |
| 2014                           | 37勝38敗 | マクナマラ地区3位         | マリオ・ガルザ                    | -               |